# Đovani Roso
Đovani Roso, spesso riportato come Giovanni Rosso (Spalato, 17 novembre 1972), è un ex calciatore croato di etnia italiana, di ruolo centrocampista.

## Carriera

### Club
Giovanni Rosso è stato un centrocampista offensivo che preferiva giocare sul centro-destra; in Israele, dove ha trascorso la maggior parte della sua carriera, è conosciuto per le sue punizioni. Cresciuto nelle giovanili dell'Hajduk Spalato, Rosso iniziò a giocare in patria nello Zadar (1992-1993) e l'NK Zagabria (1993-1996). Nel 1996 si trasferì in Israele per giocare con l'Hapoel Be'er Sheva. In seguito passò all'Hapoel Haifa (1997), al Beitar Gerusalemme (2000) e al Maccabi Haifa (2001). Nel 2005 ottiene il permesso di residenza permanente in Israele; nello stesso anno si trasferisce al Maccabi Tel Aviv per poi fare ritorno al Maccabi Haifa nel 2007. Nell'estate del 2008 torna in patria all'Hajduk Spalato, ma dopo una stagione costellata da tanti infortuni e sole 4 presenze, decide di concludere la carriera di calciatore.

### Nazionale
Rosso ha disputato 19 partite con la Nazionale croata, con cui ha partecipato all'Europeo 2004.

## Spettacolo
Đovani Roso ha partecipato e ha vinto la seconda stagione del reality israeliano Hisardut VIP, vincendo un montepremi di 250.000 €.

## Palmarès

### Club
- Coppa d'Israele: 1

Hapoel Be'er Sheva: 1996-1997
- Campionato israeliano: 4

Hapoel Haifa: 1997-1998
Maccabi Haifa: 2000-2001, 2003-2004, 2004-2005